# Tedania gurjanovae
Tedania gurjanovae är en svampdjursart som beskrevs av Koltun 1958. Tedania gurjanovae ingår i släktet Tedania och familjen Tedaniidae. Inga underarter finns listade i Catalogue of Life.